# 1856 en mathématiques
Cet article présente les faits marquants de l'année 1856 en mathématiques.

## Naissances
- 18 janvier : Luigi Bianchi (mort en 1928), mathématicien italien.
- 27 janvier : Friedrich Schur (mort en 1932), mathématicien allemand.
- 19 février : Gian Antonio Maggi (mort en 1937), mathématicien et physicien italien.
- 22 février : Micaiah John Muller Hill (mort en 1929), mathématicien anglais.
- 14 mars : Roger Liouville (mort en 1930), mathématicien et ingénieur de l’armement français.
- 27 avril : Claude-Antoine Peccot (mort en 1876), mathématicien et pianiste français.
- 2 juin : Andreï Andreïevitch Markov (mort en 1922), mathématicien russe.
- 30 juin : Cargill Gilston Knott (mort en 1922), physicien et mathématicien écossais.
- 18 juillet : Giacinto Morera (mort en 1909), mathématicien italien.
- 24 juillet : Émile Picard (mort en 1941), mathématicien français.
- 30 août : Carl Runge (mort en 1927), mathématicien et physicien allemand.
- 16 octobre : Eugène Fabry (mort en 1944), mathématicien français.
- 27 octobre : Ernest William Hobson (mort en 1933), mathématicien anglais.
- 6 décembre : Walther von Dyck (mort en 1934), mathématicien allemand.
- 29 décembre : Thomas Joannes Stieltjes (mort en 1894), mathématicien néerlandais.
- Luigi Perozzo (mort en 1916), mathématicien et statisticien italien.

## Décès

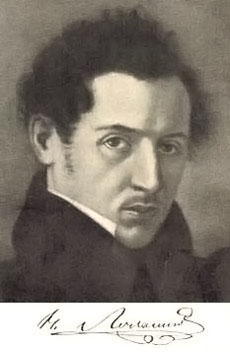
Nikolaï Ivanovitch Lobatchevski

- 10 février : Juan Manuel Cajigal y Odoardo (né en 1803), mathématicien et homme politique vénézuélien.
- 24 février : Nikolaï Ivanovitch Lobatchevski (né en 1792), mathématicien russe.
- 12 mai : Jacques Philippe Marie Binet (né en 1786), mathématicien et astronome français.
- 20 novembre : Farkas Bolyai (né en 1775), mathématicien hongrois.